# Nya världens råttor
Nya världens råttor (Sigmodontinae) är en underfamilj i familjen Cricetidae som tillhör ordningen gnagare. Underfamiljen består av cirka 375 arter och de flesta av dessa lever i Sydamerika.

## Kännetecken
Arterna i gruppen har anpassat sig till olika ekologiska nischer och varierar därför mycket i utseende. Medan vissa arter liknar gamla världens möss och råttor påminner andra medlemmar om mullvadar, ökenråttor eller näbbmöss. Kroppens längd varierar mellan 6 och 30 centimeter, svanslängden mellan 3 och 33 centimeter och vikten mellan 7 och 450 gram. Pälsen är hos de flesta arterna grå- eller brunaktig på ovansidan samt ljusare på undersidan men det finns några arter som avviker från denna regel. De skiljer sig från andra gnagare i nya världen genom differenser i penisens morfologi och uppbyggnaden av de bakre extremiteterna.

## Utbredning och habitat
Medlemmar av nya världens råttor förekommer i hela Amerika. Utbredningsområdet sträcker sig från centrala USA till Eldslandet. Den största artrikedomen finns i Sydamerika. I Nord- och Centralamerika lever bara några få arter, bland annat släktet Oryzomys och vissa bomullsråttor. Arterna har anpassat sig till nästan alla habitat som finns i regionen, däribland regnskogar, tempererade skogar, stäpper, öknar, gräsland och bergstrakter upp till 6 000 meter över havet.

## Fortplantning
Arterna i underfamiljen förökar sig särskilt bra. I tempererade regioner varar parningstiden i flera månader och i tropikerna kan de para sig hela året. Honor har vanligen flera kullar per år och parar sig ofta några timmar efter ungarnas födelse på nytt. Dräktigheten varar i 20 till 30 dagar och per kull föds vanligen 3 till 5 ungar, i undantagsfall upp till 13. Efter en till fyra veckor slutar honan att ge di och efter några månader är ungarna könsmogna.
Å andra sidan dör många individer tidigt, till exempel på grund av det stora antalet fiender. Till dessa räknas rovdjur, ormar, rovfåglar och ugglor. I naturen blir bara ett fåtal individer äldre än ett år, i fångenskap blir de upp till fem år gamla.

## Systematik
Tidigare räknades alla gnagare i nya världen till Sigmodontinae, men idag skiljs mellan tre underfamiljer. Förutom Sigmodontinae är det Neotominae och Tylomyinae.
Den inre systematiken är inte helt utredd. Enligt Wilson & Reeder (2005) delas underfamiljen i åtta tribus och några släkten som inte kan räknas till ett av dessa tribus. Dessa släkten listas som Incertae sedis.
- tribus Oryzomyini
  - Risråttor (Oryzomys), 43 arter
  - Jätterisråttor (Megalomys), 4 utdöda arter
  - Galapagosrisråttor (Nesoryzomys), 4 arter (däribland minst en utdöd)
  - Melanomys, 3 arter
  - Sigmodontomys, 2 arter
  - Vattenrisråttor (Nectomys), 5 arter
  - Amphinectomys savamis
  - Oligoryzomys, 18 arter
  - Borstrisråttor (Neacomys), 8 arter
  - Rörmöss (Zygodontomys), 2 arter
  - Lundomys molitor
  - Holochilus, 3 arter
  - Noronhomys vespuccii †
  - Falsk risråtta (Pseudoryzomys simplex)
  - Microakodontomys transitorius
  - Oecomys, 15 arter
  - Microryzomys, 2 arter
  - Handleyomys, 2 arter
- tribus Thomasomyini
  - Colombiansk mus (Chilomys instans)
  - Paramoråttor (Thomasomys), 36 arter
  - Aepeomys, 2 arter
  - Sydamerikanska klätterråttor (Rhipidomys), 17 arter
- tribus Wiedomyini
  - Rödnosad mus (Wiedomys pyrrhorhinos)
- tribus Akodontini
  - Fältmöss (Akodon), 42 arter
  - Thaptomys nigrita
  - Necromys, 9 arter
  - Deltamys kempi
  - Roraimamus (Podoxymys roraimae)
  - Thalpomys, 2 arter
  - Abrothrix, 9 arter
  - Chelemys, 3 arter
  - Notiomys edwardsii
  - Pearsonomys annectens
  - Geoxus valdivianus
  - Näbbmusråtta (Blarinomys breviceps)
  - Juscelinomys, 3 arter
  - Grävmöss (Oxymycterus), 16 arter
  - Brucepattersonius, 7 arter
  - Peruansk råtta (Lenoxus apicalis)
  - Scapteromys, 2 arter
  - Jättevattenråttor (Kunsia), 2 arter
  - Rödnosade råttor (Bibimys), 3 arter
- tribus Phyllotini
  - Aftonmöss (Calomys), 12 arter
  - Salinomys delicatus
  - Graomys, 4 arter
  - Andalgalomys, 3 arter
  - Tapecomys primus
  - Bergsökenmöss (Eligmodontia), 4 arter
  - Storörade möss (Phyllotis), 13 arter
  - Paralomys gerbillus
  - Loxodontomys, 2 arter
  - Auliscomys, 3 arter
  - Galenomys garleppi
  - Boliviansk chinchillamus (Chinchillula sahamae)
  - Andisk mus (Andinomys edax)
- tribus Reithrodontini
  - Patagoniska chinchillamöss (Euneomys), 4 arter
  - Kaninmöss (Reithrodon), 2 arter
  - Andisk sumpråtta (Neotomys ebriosus)
- tribus Sigmodontini
  - Bomullsråttor (Sigmodon), 14 arter
- tribus Ichthyomyini
  - Neusticomys, 5 arter
  - Vattenmöss (Rheomys), 4 arter
  - Anotomys leander
  - Chibchanomys, 2 arter
  - Fiskråttor (Ichthyomys), 4 arter
- Incertae sedis (räknades tidigare till Thomasomyini men utgör troligen ett eget tribus)
  - Brasiliansk taggrisråtta (Abrawayaomys ruschii)
  - Delomys, 3 arter
  - Wilfredomys oenax
  - Juliomys, 3 arter
  - Rio de Janeiro-råtta (Phaenomys ferrugineus)
- andra släkten och arter: incertae sedis
  - Punamöss eller Puñamöss (Punomys), 2 arter
  - Chileråtta (Irenomys tarsalis)
  - Scolomys, 2 arter
  - Rhagomys, 2 arter
  - Megaoryzomys curioi †